# Like a Dragon: Prologue
Like a Dragon: Prologue (en japonés: 龍が如く 〜序章〜, Ryu ga Gotoku ~ Josho ~?), es un mediometraje estrenado en Japón el 2 de diciembre de 2005 y lanzado directamente en DVD el 24 de marzo de 2006. Dirigida por Takeshi Miyasaka con Takashi Miike acreditado como director ejecutivo o director general. Está basado y sirve como introducción al videojuego de 2005 de Toshihiro Nagoshi, titulado Ryū ga Gotoku, conocido en Occidente como Yakuza, lanzado para PlayStation 2.
El mediometraje tiene como protagonista al campeón de puroresu, Masakatsu Funaki y es una precuela del primer juego de la serie Yakuza, que a su vez fue adaptada al cine por Takashi Miike con el título Like a Dragon  en 2007.

## Argumento
En el Japón de la década de los 70, tres niños, Kazuma Kiryu, Akira Nishikiyama y su hermana menor, Yuko Nishikiyama, crecen juntos en el orfanato los girasoles de Shintaro Kazama. En el verano de 1980, Yumi Sawamura, una joven cuyos padres fueron asesinados accidentalmente a tiros durante un tiroteo entre pandillas, se une a ellos en el orfanato. Siguiendo una tradición yakuza, el honorable Kazama cría en secreto a huérfanos cuyos padres ha matado directa o indirectamente. A cambio, los niños lo aman como a un padre y finalmente incorpora a los adolescentes Kiryu y Nishikiyama a la familia Dojima, una filial del clan Tojo de la que es un alto funcionario.
Años más tarde, el prometedor Kiryu asciende rápidamente en la jerarquía yakuza y se gana el apodo de "el Dragón de Dojima" por el tatuaje Horimono de un dragón  que tiene en su espalda. Su amigo de la infancia, Nishikiyama, se debate entre la lealtad hacia su kyodai (yakuza "hermano") y los celos contra quien siempre ha sido el protegido de Kazama . Otro tema de rivalidad entre ellos es su amor secreto por Yumi, quien los considera como sus hermanos mayores. Para permanecer cerca de ambos, Yumi deja el orfanato en 1990 y se muda al barrio rojo de Tokio, en el distrito de Kamurochō, donde consigue un trabajo como anfitriona en un bar de clase alta llamado Serena.
El 1 de octubre de 1995, Kiryu anuncia a sus amigos que está listo para crear su propia familia yakuza, a la que sólo le falta el visto bueno del presidente de la familia Dojima, Sohei Dojima. Pero esa misma noche Dojima secuestra a Yumi de Serena, mientras Nishikiyama es inmovilizado por los guardaespaldas al intentar interferir. Cuando Nishikiyama finalmente consigue llega a la oficina del presidente, encuentra a su jefe violando a Yumi y lo asesina de un disparo. Kiryu, que estaba en una reunión con Kazama, es advertido del suceso y cuando llega al lugar de los hechos encuentra el cadáver de Dojima en el suelo, a Nishikiyama en estado de shock y Yumi acurrucada por el miedo. Kiryu decide asumir la responsabilidad del asesinato de Dojima para proteger a Yuko y Nishikiyama.

## Reparto
- Masakatsu Funaki como Kazuma Kiryu (桐生一馬). Kiryu es un honorable yakuza de la familia Dojima, conocido como el "Dragón de Dojima" por su fuerza y ferocidad. Él asume la culpa de un asesinato cometido por su hermano de sangre para protegerlo.
- Mikio Ohosawa como Akira Nishikiyama (錦山彰). Nishikiyama es el hermano de juramento de Kiryu y miembro de la familia Dojima. Quiere a su hermano, pero también está celoso y resentido por sus logros. Cuando mata al presidente de Dojima, deja que Kiryu asuma la culpa.
- Ayaka Maeda como Yumi Sawamura (澤村由美). Yumi es la "hermana" menor de Kiryu y Nishikiyama, los cuales están secretamente enamorados de ella. Ella es violada por su jefe, y este acto desencadena que sea asesinado por el impulsivo Nishikiyama.
- Harumi Sone como Sohei Dojima (堂島宗兵). Dojima es el presidente de la familia Dojima, parte del clan Tojo, con sede en Kanto, un sindicato yakuza. Está completamente corrompido por su poder y viola a Yumi después de secuestrarla. Nishikiyama le dispara sin pensar, lo que obliga a Kiryu a asumir la responsabilidad de proteger a su hermano del castigo.
- Hirotaro Honda como Shintaro Kazama (風間新太郎). Kazama es un yakuza anciano pero muy respetado y oficial de la familia Dojima. Dirige el orfanato, Girasol, donde cría en secreto a los hijos de personas asesinadas por él o por miembros de su familia.

## Otros créditos
- Planificación: Munehiro Umemura y Ken Shimizu.
- Productor: Tsutomu Tsuchikawa y Shigeji Maeda.
- Productor en línea: Masatoshi Sakai.
- Productora CGI: Misako Saka.
- Iluminación: Akio Osaka.
- Grabación (sonido): Shin Fukuda.
- Diseñador de producción (arte): Yuki Ishiyama.
- Asistente de dirección: Dr. Saito.
- Coordinación de especialistas: Keiji Tsujii y Ken'ichirō Tamayori.
- Tatuador: Koji Tanaka.

## Lanzamiento
Like a Dragon: Prologue fue lanzada en Japón el 2 de diciembre de 2005 (internet, part 1) y el 9 de diciembre de 2005 (internet, part 2). Como película directa a DVD,fue lanzada por Sega y distribuida por Art Port el 24 de marzo de 2006 en Japón.La versión subtitulada en inglés fue lanzada de forma gratuita como vídeo a la carta, dividido en cuatro episodios por Sega Europe el 15 de agosto de 2006 en la página oficial del juego.

## Recepción
Reseña de Sancho does Asia: «Ryu ga Gotoku ~ Josho ~ es un ejercicio interesante, no aparecerá en el panteón de las películas yakuza, eso es seguro, pero eso no es lo que ambiciona. Como tráiler de lujo, destinado a alimentar la impaciencia de los jugadores logrando abrazar a los principales protagonistas de una historia en ciernes, es, sin embargo, una pequeña maravilla». 